# 마지 코틀리스키
마지 코틀리스키(Marge Kotlisky, 1927년 2월 19일 ~ 1997년 12월 2일)는 미국의 배우이다.
시카고에서 태어났으며 시카고에서 사망하였다. 사인은 암이다.

## 출연 작품

### 영화
- 성숙의 조건 (1980, My Bodyguard)
- 메이저 리그 (1989)
- 동심의 크리스마스 (1990, The Kid Who Loved Christmas)
- 귀향 (1992, Getting Up and Going Home)
- 특종 (1992, The Public Eye)